# Noël Giorgi
Pour les articles homonymes, voir Giorgi.
Noël Giorgi, né le 10 janvier 1900 à Carabona près de Zonza en Corse, mort le 11 septembre 1944 à Fès au Maroc, est un officier des Forces françaises libres pendant la Seconde Guerre mondiale, Compagnon de la Libération. 

## Biographie
Noël Giorgi s'engage à 20 ans en 1920 comme ouvrier d'aviation. Devenu sergent, il passe dans l'infanterie coloniale en 1927. Il est successivement en poste au Levant, au Sénégal, en Mauritanie et en Afrique-Équatoriale française.

### Rallie la France libre
Au début de la Seconde Guerre mondiale, Noël Giorgi se trouve au Tchad et sert dans le régiment de tirailleurs sénégalais du Tchad. Refusant l'armistice du gouvernement de Vichy, il contribue activement et avec enthousiasme au ralliement du territoire à la France libre le 27 août 1940, et passe dans les Forces françaises libres,.

### Campagne d'Érythrée
Nommé au bataillon de marche no 3 (BM 3) en décembre 1940, il prend  part à la campagne d'Érythrée. Il s'y distingue aux combats de Kub-Kub les 21 et 22 février 1941 par sa brillante conduite ; blessé, il refuse son évacuation et continue la lutte.
Adjudant-chef, il est nommé Compagnon de la Libération. La Croix de la Libération lui est remise par le général de Gaulle en personne le 26 mai 1941 à Qastina en Palestine, avant le décret officiel du 23 juin 1941.

### Campagnes de Syrie et d'Afrique du Nord
Il participe ensuite à la campagne de Syrie, à celle de Libye et en Égypte. Promu lieutenant, il est nommé au BM no 14 en octobre 1943. Il sert en Algérie puis au Maroc.
Noël Giorgi meurt accidentellement le 11 septembre 1944 à Fès au Maroc. Son corps est ramené dans sa patrie et  enterré au cimetière de Carabona à Zonza, en Corse,.

## Distinctions
- Chevalier de la Légion d'honneur
- Compagnon de la Libération par décret du 23 juin 1941[4]
- Médaille militaire
- Croix de guerre 1939–1945, palme de bronze
- Croix de guerre des Théâtres d'opérations extérieurs